# Farish Jenkins
Farish Alston Jenkins Jr. (ur. 19 maja 1940 w Nowym Jorku, zm. 11 listopada 2012 w Bostonie) – amerykański paleontolog.

## Życiorys
Ukończył studia na Uniwersytecie w Princeton (1961). W latach 1965–1966 asystent na Uniwersytecie Yale, gdzie w 1968 roku obronił rozprawę doktorską. Następnie pracował na Uniwersytecie Columbia (1968–1971).  Od 1971 roku wykładowca Uniwersytetu Harvarda, gdzie w 1974 roku został profesorem biologii w Instytucie Biologii Ewolucyjnej i Organizmalnej, a w 1989 roku kierownikiem Katedry Zoologii im. Alexandra Agassiza.
Specjalizował się w anatomii i ewolucji kręgowców, zwłaszcza gadów i ssaków, ze szczególnym uwzględnieniem ich biomechaniki i narządów ruchu. Opublikował ponad 100 artykułów, część o charakterze monograficznym, w tym ważną pozycję na temat anatomii pozaczaszkowej cynodontów The postcranial sceleton of African cynodonts (1971). Jako pierwszy zastosował filmy z wykorzystaniem promieni Rentgena do badania lokomocji kręgowców. Prowadził badania późnotriasowej formacji Fleming Fjord na wschodniej Grenlandii, zawierającej szczątki licznych kręgowców, w tym haramiidów. Opisał wiele gatunków ssaków mezozoicznych.